# Mussomeli
Mussomeli é uma comuna italiana da região da Sicília, província de Caltanissetta, com cerca de 11.302 habitantes. Estende-se por uma área de 161 km², tendo uma densidade populacional de 70 hab/km². Faz fronteira com Acquaviva Platani, Bompensiere, Caltanissetta, Cammarata (AG), Marianopoli, Montedoro, San Cataldo, Serradifalco, Sutera, Villalba.

## Demografia
| Variação demográfica do município entre 1861 e 2011                               |
|                                                                                   |
| Fonte: Istituto Nazionale di Statistica (ISTAT) - Elaboração gráfica da Wikipedia |